# You (Janet Jackson)
You è un singolo della cantante statunitense Janet Jackson, pubblicato nel 1998 ed estratto dall'album The Velvet Rope.

## Il brano
La canzone contiene un sample tratto da The Cisco Kid, brano degli War del 1972.

## Tracce
- CD Promo (Europa)

1. You (single edit) – 3:56
2. You (album version) – 4:42

## Video
Il videoclip della canzone è stato girato durante uno show a Glasgow, in Scozia.